# 유대교 토라 연합

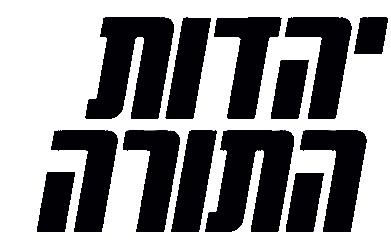

유대교 토라 연합(히브리어: יַהֲדוּת הַתּוֹרָה הַמְאוּחֶדֶת)은 이스라엘의 종교주의 정당들의 정당 연합이다.

## 주요 정당
- 아그다트 이스라엘
- 토라의 배너